# George Herbert
George Herbert (Montgomery, País de Gales, 3 de abril de 1593 – Bemerton, Wiltshire, 1 de março de 1633) foi um poeta, orador e sacerdote galês da Igreja da Inglaterra.

## Carreira
Sua poesia está associada aos escritos dos poetas metafísicos, e ele é reconhecido como "um dos principais letristas devocionais britânicos".  Ele nasceu em uma família rica e artística e foi criado em grande parte na Inglaterra. Ele recebeu uma boa educação que o levou a ser admitido no Trinity College, Cambridge, em 1609. Ele foi para lá com a intenção de se tornar padre, mas se tornou o Orador Público da Universidade e atraiu a atenção do rei James I. Serviu no Parlamento da Inglaterra em 1624 e brevemente em 1625.
Após a morte do rei James, Herbert renovou seu interesse na ordenação. Ele desistiu de suas ambições seculares em seus trinta e poucos anos e recebeu ordens sagradas na Igreja da Inglaterra, passando o resto de sua vida como reitor da paróquia rural de Fugglestone St Peter, nos arredores de Salisbury. Ele era conhecido pelo cuidado infalível de seus paroquianos, trazendo os sacramentos para eles quando estavam doentes e fornecendo comida e roupas para os necessitados. Henry Vaughan o chamou de "um santo e vidente mais glorioso". Ele nunca foi um homem saudável e morreu de tuberculose aos 39 anos.